# Nello Tijardović
Nello Tijardović, folkbokförd Nelo Tijardovic, född 31 augusti 1967 i Jugoslavien, död ogift 5 augusti 2001 i Göteborg, var en svensk discjockey och musikproducent.
Han var född i Kroatien men flyttade till Sverige som barn. Svensk-kroatisk DJ och producent, mest känd under artistnamnet Nello men släppte även musik under pseudonymer som Abnormal, Shaq och Twister. Nello släppte tre egna singlar mellan 1996 och 2001 och producerade och remixade över 40 låtar mellan 1995 och 2001, bland annat åt A-Teens, La Cream, Rydell & Quick, Drömhus, 666 och Solid Base. Nellos musik karakteriserades av vad som då ansågs som ett lite hårdare sound men hans egna singlar lutade åt det mer kommersiella hållet. Ett centralt verktyg i Nellos musik var de så kallade TB-303-ljuden, vilket är en analogsynt/sequencer för att skapa basljud.

## Diskografi

### Singlar
- Shirley (feat. Pierre Jerksten) (1996. Sidelake Productions, Virgin)
- C'est Ma Vie (feat. Kristina Fahlén) (1998, Remixed Records)
- Never Ending Story (2000, Remixed Records)